# Лермонтовский переулок (Таганрог)
Лермонтовский переулок — переулок в центральной исторической части Таганрога.

## География
Расположен между Греческой улицей и улицей Чехова. Пересекает Петровскую улицу, улицу Фрунзе, Банковскую площадь (Александровская улица). Протяжённость 890 метров. Нумерация домов ведётся от Греческой улицы.

## История
Предыдущие названия — Шестой поперечный переулок, «Переулок Таганрогских старожилов», Иерусалимский переулок, Варвациевский переулок.
Название «Варвациевский переулок» было дано переулку в честь Ивана Андреевича Варваци (1750—1825).
Именем Михаила Лермонтова переулок был назван в 1923 году. Существует легенда, будто Михаил Юрьевич Лермонтов останавливался в Таганроге в июне 1840 года, по дороге в ссылку на Кавказ, но документальных подтверждений этого факта не найдено. При этом хронология М. Лермонтова утверждает, будто Лермонтов заезжал в Таганрог в начале мая 1841 года вместе с А. А. Столыпиным, по дороге на Кавказ, держа путь из Воронежа в Ставрополь. Визит Лермонтова в Таганрог был вызван желанием повидаться с сослуживцем по лейб-гвардии Гусарскому полку А. Г. Реми.
Данный переулок был первым в Таганроге, после Петровской улицы, где было устроено уличное освещение: по углам улиц стояли чугунные столбы с фонарями, в которых помещались керосиновые лампы. Каждый вечер «ламповщик» с лестницей на плече обходил свой участок, заполняя лампы керосином и поджигая фитили. Утром в таком же порядке он тушил освещение. Переулок освещался от монастыря до Александровской улицы (ныне ул. Чехова). Проводивший в 1844 году ревизию таганрогского градоначальства сенатор М. Жемчужников не досчитал десять фонарей, по бумагам значилось 50, а горели только 40.
Летом 2006 года был проведён капитальный ремонт и асфальтирование примыкающего к Александровский площади участка Лермонтовского переулка до улицы Фрунзе.

## В Лермонтовском переулке расположены
- Лицей № 4 — пер. Лермонтовский, 2[4]
- Водолечебница Гордона — пер. Лермонтовский, 12[5].
- Дом Лицина — пер. Лермонтовский, 10.
- Дом Бетулинского — пер. Лермонтовский, 11.
- РКЦ Центробанка РФ по г. Таганрогу — пер. Лермонтовский, 22.
- Особняк Неграпонте — Таганрогский МРО Управления ФСКН России по Ростовской области — пер. Лермонтовский, 24.
- Международный институт китайской медицины — пер. Лермонтовский, 25[5].

## Памятники
- Памятник Александру I — Александровская площадь[6]